# Mandelieu-la-Napoule
Mandelieu-la-Napoule (in occitano Mandaluec e la Napola, in italiano desueto Mandaloco) è un comune francese di 22 067 abitanti situato nel dipartimento delle Alpi Marittime della regione della Provenza-Alpi-Costa Azzurra. Affacciato sul golfo della Napoule, è situato ad ovest di Cannes e a nord di Théoule-sur-Mer.
I suoi abitanti si chiamano Mandolociens e Napoulois

## Storia

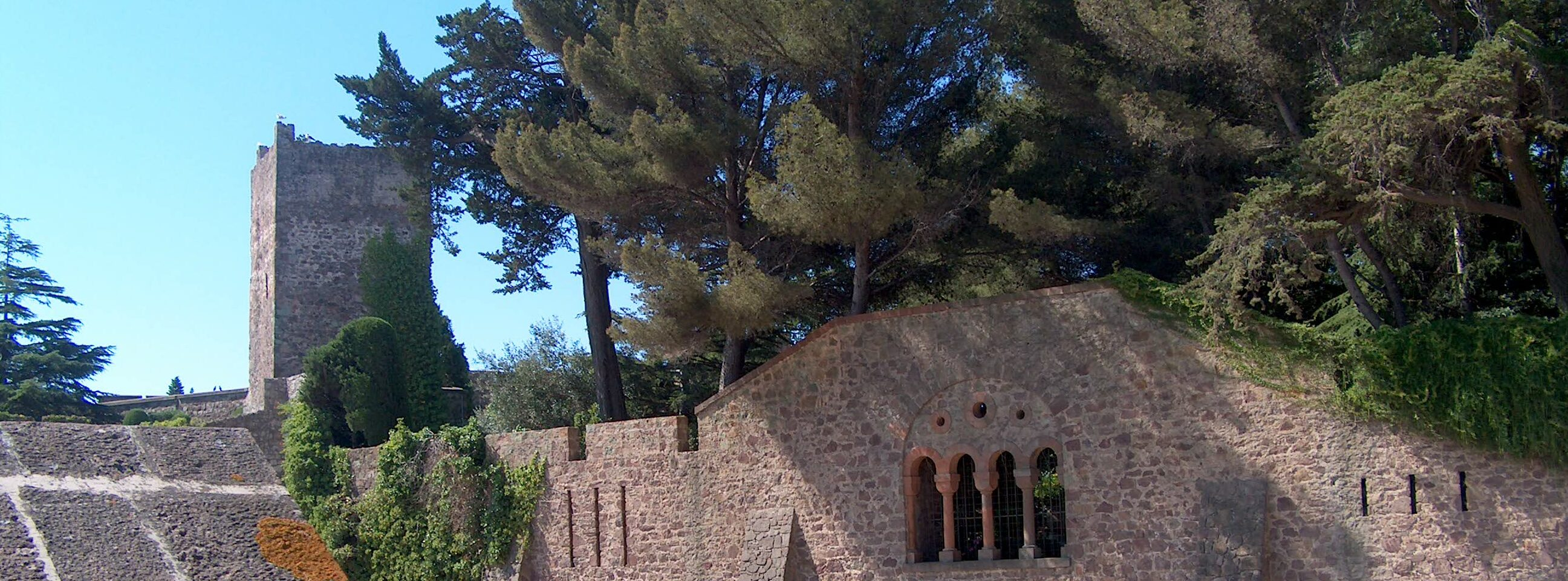
Mandelieu-la-Napoule - Il Castello

La località è nota per il castello della Napoule, un castello fortificato del XIV secolo. Nel XX secolo Henry and Marie Clews, una coppia appartenente a una facoltosa famiglia di banchieri newyorkesi, rinnovarono completamente il castello e ne fecero la propria residenza. Henry era un pittore scultore e i suoi lavori tuttora riempiono il castello, il quale è nel frattempo diventato sede di una fondazione artistica no-profit istituita dai suoi discendenti.

## Società

### Evoluzione demografica
L’evoluzione del numero di abitanti è conosciuta attraverso i censimenti della popolazione effettuati fin dal 1973. A partire dal 2006 i dati ottenuti sono pubblicati annualmente dall’Insee.
Nel 2015 il comune contava 22 360 abitanti, in aumento del 0,71% rispetto al 2010 (Alpi Marittime: +0,34%, Francia eccetto Mayotte: +2,44%).

Abitanti censiti

## Amministrazione

### Gemellaggi
- Imperia, Italia

## Eventi
Festa della mimosa